# Héliotropisme (botanique)
Pour les articles homonymes, voir Héliotropisme.

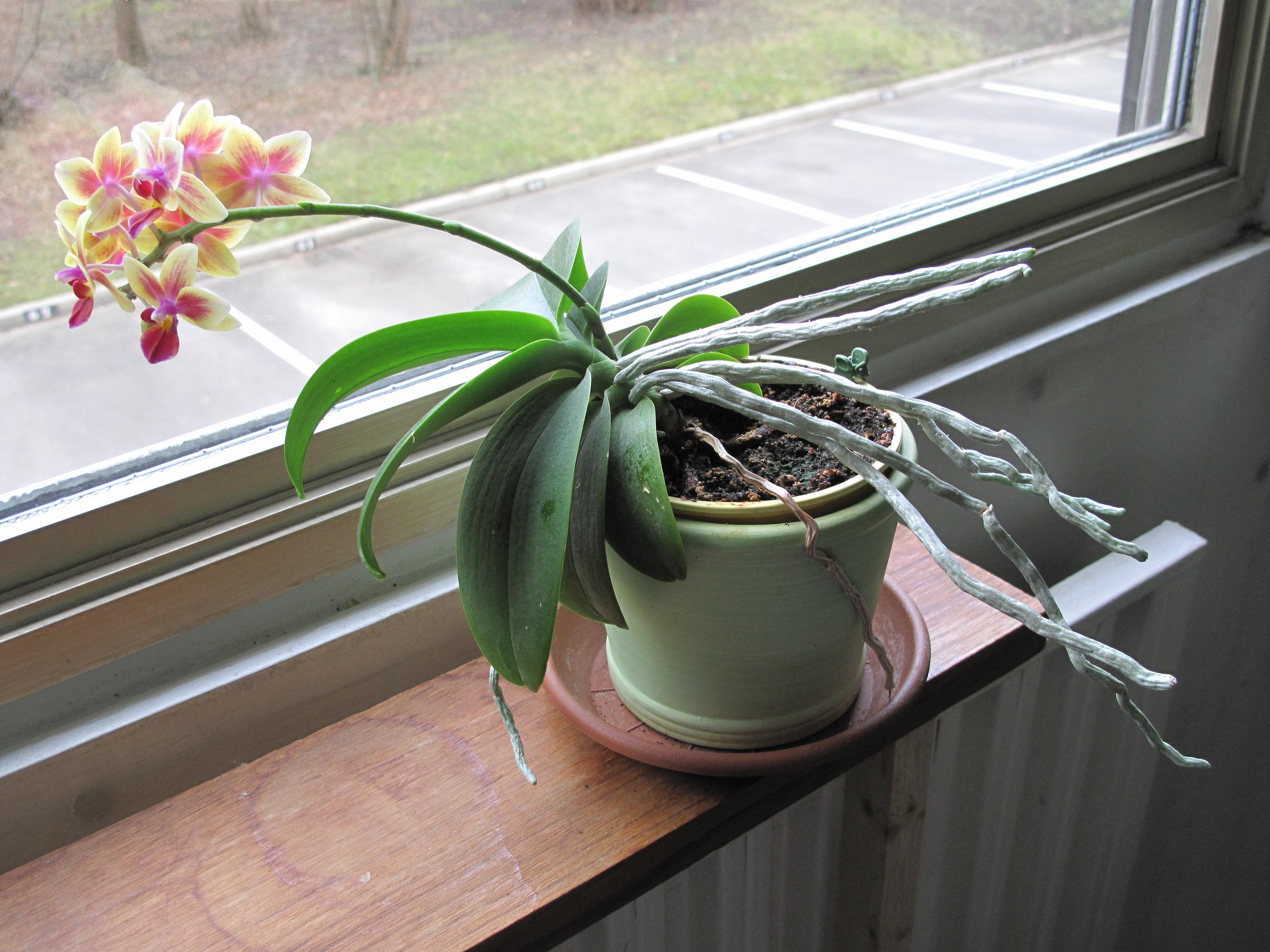
Héliotropisme d'une Phalaenopsis en pot placée derrière une fenêtre.

L’héliotropisme est une réponse à un stimulus lumineux solaire se traduisant par un fléchissement réversible d'une plante.  Le fait que le stimulus soit un rayonnement solaire spécifiquement, distingue l’héliotropisme du phototropisme.
L’héliotropisme peut être classé sous deux formes distinctes : le diahéliotropisme et le parhéliotropisme. 

## Diahéliotropisme
Les plantes ayant une réponse aux rayons solaires
impliquant une orientation des feuilles ou autres organes perpendiculairement
aux rayons incidents, donc visant  à
recevoir un maximum de rayons solaires, sont dites diahéliotropiques. Cette orientation permet d’augmenter la quantité de rayons interceptés, améliorant par conséquent le taux de photosynthèse et de croissance de la
plante. Plusieurs espèces présentent les deux types de réponses héliotropiques de façons spécifiques à différents moments de la journée. La réponse diahéliotropique se produit dans ces cas en début de matinée et en fin d'après-midi, où l’intensité lumineuse reçue est faible, mais non nulle.

## Parhéliotropisme
Les plantes ayant une réponse aux rayons solaires impliquant une orientation des feuilles ou autres organes parallèle aux rayons incidents, donc visant  à recevoir un minimum de rayons solaires, sont dites parhéliotropiques. Cette orientation permet de réduire l’absorption de lumière en excès, abaisse la température de la feuille et réduit l’évapotranspiration. Chez les espèces qui présentent les deux types de réponses héliotropiques de façons spécifiques à différents moments de la journée, le mouvement parhéliotropique se produit principalement vers midi, où l’intensité lumineuse est à son apogée.

## Mécanismes

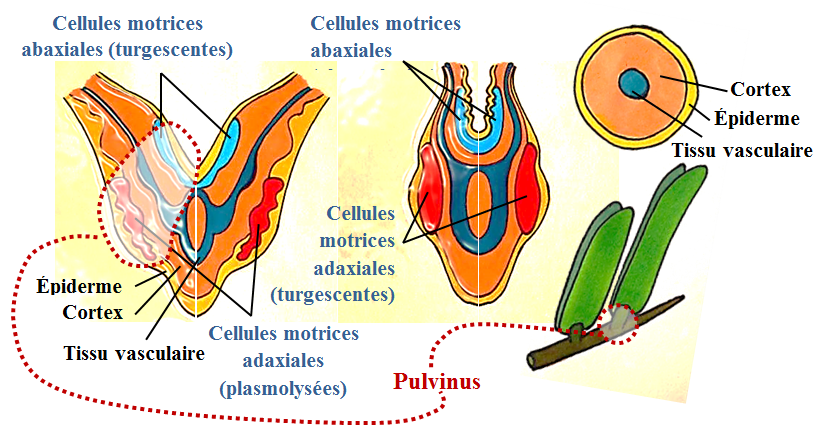
Mécanisme de l'Héliotropisme

Le mouvement des feuilles dû à la réponse aux rayons lumineux est souvent contrôlé par un renflement
articulé situé à la base du pétiole ou du pédoncule, le pulvinus. Le pulvinus comprend, au centre, un tissu vasculaire, ou conducteur, qui est entouré du cortex. Il contient aussi des cellules parenchymateuses, adaxiales et abdaxiale, qui génèrent, par modifications de leur turgescence, la force nécessaire pour faire bouger le pétiole. Ces cellules motrices ont des membranes cellulaires très élastiques qui leur permettent de changer rapidement de forme et de taille lorsqu’elles se contractent ou se dilatent.